# Skogsklöver
Skogsklöver (Trifolium medium) är en växtart i familjen ärtväxter. 
Skogsklöver blir 10-30 cm hög. Den upprätta stjälken växer i zig-zag eftersom den har en knäböjd led. De smala avlånga småbladen är mörkt gröna på ovansidan och ljusa på undersidan. Skogsklövern har ett kraftigt rotsystem med underjordiska utlöpare. Blommorna har som regel en mörkrosa färg och blommar från juni till augusti. Skogsklöver och rödklöver kan tyckas se lika ut. Men skogsklövern har smala och långspetsiga stipler medan rödklövern har äggrunda stipler med kort spets. 
Denna växt är vanlig på frisk jord i skogskanter, på ängar, vägkanter och öppen skog. Den klarar sig inte bra på gödslad jord. Skogsklövern är vildväxande i Europa och västra Asien. 
Skogsklövern har lågt betesvärde och betraktas närmast som ett ogräs av jordbrukare.